# Karel Meulders
Karel Meulders (1991) is een Belgisch skeelerer.

## Levensloop
Meulders maakte deel uit van het Belgisch team (samen met Bart Swings, Mathias Vosté en Tim Sibiet) dat op het Europees kampioenschap van 2017 in het Portugese Lagos goud behaalde op de 3000 meter aflossing op de piste. Daarnaast behaalde hij er individueel een 8e plaats in de puntenkoers en een 9e plaats in de afvalkoers (beiden op de weg).